# Maytenus conferta
Maytenus conferta là một loài thực vật có hoa trong họ Dây gối. Loài này được (Ruiz & Pav.) Reissek ex Loes. mô tả khoa học đầu tiên năm 1892.